# Миган, Мик
Майкл Кевин Миган (англ. Michael Kevin Meagan; 29 мая 1934, Дублин — 27 ноября 2022) — ирландский футболист и тренер.

## Биография

### Игровая карьера
В возрасте 18 лет уехал в Англию, где подписал контракт с «Эвертоном». В составе «ирисок» он отыграл 12 сезонов, выиграв с этой командой в 1963 году чемпионат и Суперкубок Англии. Спустя год, после чемпионства Миган перешёл в «Хаддерсфилд Таун», в котором отыграл четыре сезона, покинув клуб в 1968 году.
Следующим его клубом в карьере стал «Галифакс Таун», в котором он отыграл целый сезон. По окончании сезона 1968/69 вернулся в Ирландию, где играл за «Дроэду Юнайтед» (1969—1973), «Брей Уондерерс» (1973—1974) и «Шемрок Роверс» (1974–1976), совмещая при этом тренерские должности в клубах.
За сборную Ирландии сыграл 17 матчей.

### Тренерская карьера
Был главным тренером сборной Ирландии (1969—1971), «Дроэды Юнайтед» (1969–1973) и «Шемрок Роверс» (1974–1976).

### Смерть
Скончался 27 ноября 2023 года в возрасте 88 лет.

## Достижения
«Эвертон»
- Первый дивизион (1): 1962/1963
- Суперкубок Англии (1): 1963